# Max Richter
Max Richter (Hameln, 1966. március 22. –) német származású brit zeneszerző.

## Élete
Richter zeneszerzést és zongorázást tanult az Edinburgh-i egyetemen, a Királyi Zeneakadémián, továbbá Luciano Berióval Firenzében. Miután befejezte tanulmányait, társalapítója volt egy kortárs klasszikus zenét játszó együttesnek, a Piano Circusnek, amelynek tíz évig volt tagja,  Arvo Pärt, Brian Eno, Philip Glass, Julia Wolfe és Steve Reich műveit dolgozták fel. A csapatnak a Decca/Argo kiadónál volt szerződése, és öt albumot adtak ki.
1996-ban együtt dolgozott a Future Sound of London együttessel a Dead Cities című albumon, ahol eleinte csak zongorista volt, később társírója lett a Max c. számnak. Richter következésképpen a következő két évben közreműködött az együttessel, hozzájárulva a  The Isness és a The Peppermint Tree and Seeds of Superconsciousness című albumokon.
Továbbá 2000-ben kollaborált a Mercury-díjas Roni Size-al, a Reprazent c. albumon.
2002-ben megalkotott egy 18 számot tartalmazó albumot, a Memoryhouse-t, melyben természeti hangok, hangfelvételek, és idegen nyelvű versfelolvasások is voltak. Bár évekkel elkészülte után került a boltokba, napjainkban ismét kapható. Négy számát (“Europe, After the Rain”, “The Twins (Prague)”, “Fragment“, és “Embers”) felhasználták az Auschwitz: The Nazis and the 'Final Solution'  című BBC sorozat 6-ik részében, producere Laurence Rees volt.
2005-ben producer volt Vashti Bunyan Lookaftering című albumában.
2006-ban Richter "On the Nature of Daylight" és "Horizon Variations" c. számait felhasználták Marc Forster Stranger than Fiction c. filmjében . Az "On the Nature of Daylight" c. szám továbbá része volt Martin Scorsese 2010-es Viharsziget c. filmjének.
Richter 2007-ben közreműködött a Waltz with Bashir című Ari Folman animáció-dokumentumfilmjében. Az első államokbeli fellépése november 28-án volt a Good-Shepherd Faith templomban, New Yorkban, a Wordless Music Series előadássorozat részeként.
2008-ban szintén producer volt Kelli Ali Rocking Horse c. albumában. Szeptemberben kiadta negyedik egyéni albumát, a 24 Postcards in Full Colourt. Ez az album egy kísérleti kisfájl-gyűjtemény volt mobiltelefonok számára.
2009-ben Max Richter készítette Feo Aladag Die Fremde c. filmjének a zenéjét (Stéphane Mouchával együtt), és  Renato De Maria La prima linea c. filmjének is egyaránt. Richter első kiadott lemezét a Memoryhouse-t az év november 3-án újra felvették a BBC Filharmóniával.
2010-ben Dinah Washington "This Bitter Earth" c. számát Richter feldolgozta "On the Nature of Daylight" cím alatt. Az év júliusában az "On The Nature Of Daylight" és a "Vladimir's Blues" c. számok felhasználásra kerültek a "Dive" című kétrészes BBC dráma-sorozatban, amelynek a Bafta-díjas Dominic Savage és Simon Stevens is társírója volt.
Újrakomponálta Antonio Vivaldi Négy évszakját, melyet, 2012-ben kiadott a Deutsche Grammophon lemezkiadó.

## Diszkográfia
- Memoryhouse (BBC, 2002)
- The Blue Notebooks (Fat Cat Records, 2004)
- Songs from Before (Fat Cat Records, 2006)
- 24 Postcards in Full Colour (Fat Cat Records, 2008)
- Infra (Fat Cat Records, 2010)

## Fordítás
- Ez a szócikk részben vagy egészben  a   Max Richter című angol Wikipédia-szócikk fordításán alapul.  Az eredeti cikk szerkesztőit annak laptörténete sorolja fel. Ez a jelzés csupán a megfogalmazás eredetét és a szerzői jogokat jelzi, nem szolgál a cikkben szereplő információk forrásmegjelöléseként.